# Armstrong Whitworth
Sir W.G. Armstrong-Whitworth & Co., Ltd. byla na počátku 20. století významná britská průmyslová společnost. Sídlila v Elswicku v Newcastle upon Tyne a vyráběla zbraně, lodě, lokomotivy, automobily i letadla.
Společnost byla založena Williamem Armstrongem v 1847 a postupně přes různá slučování nesla názvy Armstrong Mitchell a poté Armstrong Whitworth. V roce 1927 se sloučila s Vickers Limited, čímž vznikla firma Vickers-Armstrongs. Její automobilové a letecké podíly zakoupil J D Siddeley.

## Historie

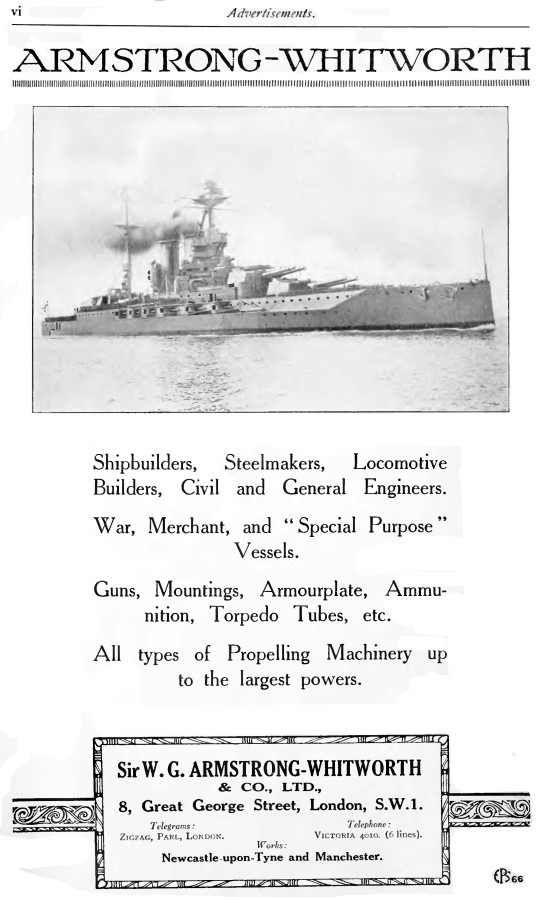
HMS Malaya na prospektu společnosti Armstrong-Whitworth (1923)

V roce 1847 založil inženýr William George Armstrong v Newcastlu Elswick works, kde se vyrábělo hydraulické strojní zařízení, jeřáby a mosty, které brzy následovalo dělostřelectvo, kterým byla britská armáda po krymské válce znovu vyzbrojena. V roce 1882 se firma spojila s loděnicí Charlese Mitchella, čímž vznikla Armstrong Mitchell & Company. V té době se zařízení společnosti rozrostlo asi na 2 km podél břehu řeky Tyne. Armstrong Mitchell se později v roce 1897 sloučila se strojařskou firmou Josepha Whitwortha. V roce 1902 společnost rozšířila výrobu o osobní a nákladní automobily a v roce 1913 vzniklo „letecké oddělení“, které se v roce 1920 stalo dceřinou společností s názvem Armstrong Whitworth Aircraft.